# Rugby Club Gura Humorului
Rugby Club Gura Humorului (RC Gura Humorului sau RCGH) este un club semi‑profesionist de rugby din Gura Humorului, județul Suceava, România. Clubul a fost fondat în 2018, ca urmare a rezultatelor exceptionale obținute de CSȘ Gura Humorului in campionatele naționale de Juniori (3 titluri de Campioană Natională consecutive) si evoluează în Divizia Națională de Seniori. 
Finanțare și parteneriate
Clubul funcționează în principal cu sprijin privat, inclusiv burse lunare pentru aproximativ 15 jucători, asigurate prin sponsorizări locale și parteneriate cu Asociația "Mingea Ovală".  
Primăria Orașului Gura Humorului ofera acces fără nici un cost la bazele de pregătire de pe raza orașului. 
Începând cu anul 2025, echipa beneficiază de susținere financiară și din partea Consiliului Județean Suceava.  
OvalSport furnizeaza echipei kitul oficial de joc si alte materiale necesare din categoria echipament sportiv. 
Clubul colaborează cu CSȘ Gura Humorului, LPS Suceava și Universitatea „Ștefan cel Mare” din Suceava pentru dezvoltarea educațională și sportivă a jucătorilor. 

## Organigrama
- Președinte Onorific: Daniel Ripan
- Președinte Executiv: Gabriela Andronache (fostă Popescu)
- Secretar general / Manager sportiv: Ștefăniță Rusu
- Vicepreședinte: Andrei Varvaroi
- Antrenor principal: Morell Sean
- Manager media: Marius Gabor
- Responsabili recuperare medicala: Daniel Varvaroi, Marian Popescu

## Centrul de copii și juniori
Clubul colaboreaza cu CSȘ Gura Humorului care deține o infrastructură importantă pentru antrenarea și pregătirea copiilor. CSȘ Gura Humorului a obținut rezultate notabile în rugby-ul Românesc la nivel de juniori.

### Personalități
- Daniel Kearvel – a avut un rol determinant în înființarea clubului în anul 2018, contribuind activ la organizarea echipei
- George Straton - Fost președinte al Federației Române de Rugby, susținător al Rugbyului Humorean
- Mihai Macovei - capitan al echipei nationale de Rugby, originar din Gura Humorului si promovat de la CSȘ Gura Humorului
- Viorel Lucaci - fost component al echipei nationale de Rugby, originar din Gura Humorului si promovat de la CSȘ Gura Humorului
- Robert Cătălin Dascălu - fost component al echipei nationale de Rugby, originar din Gura Humorului si promovat de la CSȘ Gura Humorului
- Bogdan Zebega - fost component al echipei nationale de Rugby, originar din Barlad si promovat de la CSȘ Gura Humorului
- Ionuț Dimofte - fost component al echipei nationale de Rugby, originar din Barlad si promovat de la CSȘ Gura Humorului
- Vlad Nistor (sportiv) - fost component al echipei nationale de Rugby, originar din Gura Humorului si promovat de la CSȘ Gura Humorului
- Daniel Plai - component al echipei nationale de Rugby, originar din Gura Humorului si promovat de la CSȘ Gura Humorului